# Ghostbusters (gioco di ruolo)
Ghostbusters è un gioco di ruolo umoristico progettato da Sandy Petersen, Lynn Willis e Greg Stafford e pubblicato dalla West End Games in 1986, basato sul film del 1984 Ghostbusters - Acchiappafantasmi.
Ghostbusters vinse l'H.G. Wells Award per "Best Roleplaying Rules. Ghostbusters è generalmente riconosciuto come il primo gioco di ruolo ad usare una meccanica a riserva di dadi.

## Ambientazione
Il gioco di ruolo Ghostbusters è ambientato nell'universo fittizio dell'omonimo film, qualche tempo dopo le vicende narrate. Nel gioco i Ghostbuster originali hanno creato la corporazione Ghostbusters International, che gestisce il franchising Ghostbusters in tutto il mondo. La maggior parte dei personaggi giocanti sono affiliati alla Ghostbusters International che operano in città al di fuori di New York. Il gioco comunque include i profili dei personaggi originali del film per i giocatori che vogliano interpretarli o per usarli come personaggi non giocanti.
Il gioco espande gli avversari dei Ghostbusters ad altre creature sovrannaturali, come vampiri, extraterrestri e viaggiatori nel tempo, oltre ai fantasmi e demoni del film.

## Sistema di gioco
Ghostbusters usa un sistema di gioco intenzionalmente minimalista, il manuale principale del gioco, l'Operations Manual, non include regole per la velocità di movimento e la gittata delle armi, affermando esplicitamente che non sono necessarie.
La creazione del personaggio inizia con un semplice sistema a punti in cui vengono assegnati i valori dei quattro "Trait" ("tratti", le caratteristiche in Ghostbusters). Ogni personaggio inizia con 12 punti che possono essere assegnati ai quattro tratti Brains, Muscle, Moves e Cool ("Cervello", "Muscoli", "Movimento" e "Freddezza"), dando a ogni tratto un valore compreso tra 1 e 5.
A ogni personaggio devono quindi essere assegnati quattro talenti. I talenti (abilità) sono organizzati in quattro gruppi, ognuno dei quali è abbinato a un tratto; ogni personaggio deve scegliere un talento da ogni gruppo, il valore della riserva di dadi del personaggio per quel talento tre punti più alto di quello del tratto associato. Per esempio un personaggio con Cool di quattro che scelga Convince ("convincere") come talento avrà una riserva di dadi pari a sette in Convince.
In alcuni casi l'equipaggiamento può permettere di aggiungere dadi aggiuntivo alla riserva, per esempio un personaggio con Muscles pari a due e Brawl ("mischia") come talento ha una riserva di dadi di Brawl pari a cinque. Se invece di combattere a mani nude usa una pesante chiave inglese come mazza aggiunge due dadi alla riserva, per un totale di sette.
La maggior parte delle azioni vengono risolte determinando quale tratto o talento applicare e tirando un numero di dadi a sei facce pari al valore del tratto o talento scelto. I risultati dei dadi vengono sommati e la somma confrontata a una soglia associata al compito dal "Ghostmaster" (il master in Ghostbusters). Se il risultato del tiro è maggiore o pari alla soglia, il personaggio è riuscito nell'azione. La soglia di difficoltà poteva andare da 5 (facile) a 20 (difficile) fino a 30 (impossibile).

### Ghost Die
Il meccanismo della riserva di dadi ha due meccaniche di gioco aggiuntive, la prima il "Ghost Die" ("dado fantasma") è un dado speciale che rappresenta la sfortuna. Anche nel caso di azioni riuscite può causare effetti negativi per il personaggio. Il sei è sostituito dal logo dei Ghostbusters e quando viene tirato causa qualche problema. Quando è un avversario a tirare il fantasma il problema causato è a suo favore, oppure guadagna un aumento temporaneo dei suoi poteri. Questo meccanismo è stato introdotto con la seconda edizione del gioco.

### Brownie Point
La seconda meccanica di gioco, i "Brownie Points", rappresentato il karma positivo accumulato dal personaggio e possono essere usati per aumentare il numero di dadi usati nella risoluzione di un'azione, o anche cambiare il risultato di un tiro che altrimenti sarebbe un fallimento. I punti devono essere spesi prima di lanciare i dadi, non si possono comprare dadi aggiuntivi una volta che i dadi sono stati lanciati e hanno fallito. Ogni personaggi inizia il gioco con una riserva di 20 punti brownie che diminuiscono man mano che vengono usati. Nella prima edizione del gioco venivano persi anche quando un personaggio veniva ferito. I giocatori guadagnano nuovi punti riuscendo in incarichi assegnati dal master, raggiungendo il loro scopo personale (per esempio nel caso di Egon, promuovere la causa della scienza) e come ricompensa per un buon gioco di ruolo.

## Storia editoriale
Anche se pubblicato dalla West End Games lo sviluppo del gioco fu affidato alla Chaosium che lo sviluppò come sistema introduttivo al gioco di ruolo, che catturasse il feeling comico dei film. Il set base in scatola, Ghostbusters: A Frightfully Cheerful Roleplaying Game, fu pubblicato nel 1986, e vinse il H.G. Wells Award for "Best Roleplaying Rules of 1986". Globalmente il gioco ottenne un successo altalenante e fu supportato solo con alcuni supplementi per un paio d'anni.
Nel 1989 fu pubblicata una versione rivista intitolata Ghostbusters International, in parte per sfruttare la pubblicazione del seguito Ghostbusters II e in parte per soddisfare i giocatori che chiedevano regole più dettagliate. Le regole furono leggermente approfondite, introducendo una tabella dei risultati universale e precisando il danno delle armi (invece dei generici "It hurts" e "It would be bad" — "fa male" e "sarebbe veramente dolorosa").
Comunque anche la nuova edizione fu supportata per solo un paio d'anni e quindi la Weste End Games rinunciò alla licenza.

### Influenze
Il meccanismo di gioco di Ghostbusters influenzò lo sviluppo di altri regolamenti della West End Games. Una versione più dettagliata fu usata in Guerre stellari - Il gioco di ruolo e divenne il sistema base alla base del D6 System. Come primo sistema ad usare una meccanica a riserva di dadi per le prove di abilità influenzò probabilmente il regolamento di Shadowrun e Tom Dowd, uno degli autori di Shadowrun riutilizzò a sua volta il meccanismo in Vampiri: la masquerade, quando fu incaricato da Mark Rein·Hagen per creare le regole di quest'ultimo.

## Pubblicazioni
Tutti i manuali sono stati pubblicati dalla West End Games.

### "Ghostbusters"
- Sandy Petersen, Lynn Willis e Greg Stafford (1986). Ghostbusters: A Frightfully Cheerful Roleplaying Game. ISBN 0-87431-043-1. Set base in scatola, comprendente un manuale per i giocatori di 24 pagine (Training Manual), un manuale per il master di 64 pagine (Operations Manual), sei dadi e diversi handouts[10]
- Daniel Greenburg (1986). Hot Rods of the Gods. ISBN 0-87431-052-0. Avventura.[10]
- John M. Ford e Bill Slavicsek (1987). Scared Stiffs. ISBN 0-87431-062-8. Avventura.[10]
- Scott Haring (1986). Ghost Toasties. ISBN 0-87406-137-7. Avventura.[10]

### "Ghostbusters International"
- Sandy Petersen, Greg Stafford, Lynn Willis. (1989). Ghostbusters International ISBN 0-87431-223-X. Set in scatola contenente un unico manuale di 144 pagine, dadi e handouts.[10]
- Bill Slavicsek e Paul Balsamo (1989). ApoKERMIS Now!. ISBN 0-87431-201-9. Avventura.[10]
- C.J. Tramontana (1989). Ghostbusters II: The Adventure. ISBN 0-87431-204-3. Avventura.[10]
- Jonatha Ariadne Caspian (1990). Lurid Tales of Doom. ISBN 0874312035. Avventura.[10]
- Grant Boucher (1990). Pumpkin Patch Panic. ISBN 0-87431-202-7. Avventura.[10]
- Kim Mohan (1989). Tobin's Spirit Guide. ISBN 0-87431-259-0. Supplemento, collezione di fantasmi e altri spiriti.[11]